# Borough of Melton
Borough of Melton är ett distrikt (motsvarande kommun) i grevskapet Leicestershire i England, Storbritannien. Distriktet har 52 433 invånare (2022). Enda större ort är Melton Mowbray. Distriktet är indelat i 26 civil parishes, förutom staden Melton Mowbray som inte ingår i någon civil parish.